# Vu Čeng (filozof)
Vu Čeng (tradicionalna kitajščina: 吳澄; poenostavljena kitajščina: 吴澄; pinjin: Wu Cheng), vljudnostno ime Joučing (kitajščina: 幼清; pinjin: Yòuqīng) in Bočing (kitajščina: 伯清; pinjin: Bóqīng), studijski imeni Jivušanren (kitajščina: 一吾山人; pinjin: Yīwúshānrén) in Caolu Šjanšeng (kitajščina: 草廬先生; pinjin: Caolu Xiansheng), kitajski pedagog in pesnik, * 1249, Fudžou, Džjangši, † 1333.